# Daniel Xhafaj
Daniel Xhafaj (né le 8 mars 1976 à Vlorë en Albanie) est un ancien joueur de football albanais qui évoluait au poste d'attaquant.

## Palmarès

### Dinamo
- championnat d'Albanie de football (1) : 2001-02

### Teuta
- coupe d'Albanie de football (1) : 2004-05

### KF Tirana
- championnat d'Albanie de football (1) : 2008-09
- supercoupe d'Albanie de football (1) : 2007

### Besa
- coupe d'Albanie de football (1) : 2009-10